# Wolf Huber

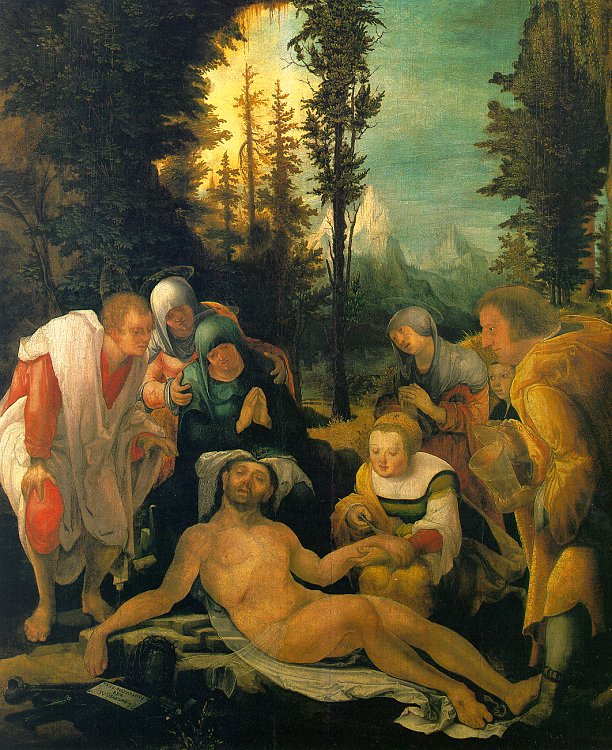
O Velório de Cristo (1524), por Wolf Huber.

Wolf Huber (1485 — 3 de Junho de 1553) foi um pintor, impressor e arquiteto austríaco, membro importante da Escola do Danúbio.
Nasceu em Feldkirch, Vorarlberg, mas em 1515 vivia em Passau.  Sua data de nascimento foi estimada com base em várias de suas obras, datas de 1510 a 1515, o que mostra que ele deve ter sido um artista importante e maduro em sua época. Acredita-se que ela tenha sido parente do pintor Hans Huber.
Acredita-se também que tenha sido treinado no estúdio de sua família antes de começar a viajar como pintor. Ele provavelmente visitou o norte da Itália visto que muito do seu trabalho tem como abse as técnicas estilísticas da Renascença Italiana. Desenhos de ambientes locais revelam que ele visitou Salzkammergut pelo menos uma vez.
Após voltar para Passau, Huber, em 1517 se tornou pintor da corte do duque da Baviera, Ernst, que administrava a diocese local até 1540.  Nenhuma de sua obras de arquitetura sobreviveu e poucas de suas pinturas ainda existem. Aquelas que ainda sobrevivem mostram uma forte influência de Albrecht Dürer; outras aidna mostram tendências Maneiristas. Poucos de seus retratos aidna sobrevivem, com destaque para o retrato de Jakob Ziegler (1550), no qual o cientista se apresenta frontalmente, diante de um panorama do cosmo. Suas paisagens lembram as obras de Albrecht Altdorfer. Ele influenciou seu contemporâneo, Augustin Hirschvogel.